# Vibiscus
Vous pouvez aider à l'améliorer ou bien discuter des problèmes sur sa page de discussion.
- Son admissibilité est à vérifier. Vous êtes invité à le compléter pour expliciter son admissibilité, en y apportant des sources secondaires de qualité. (Marqué depuis mai 2025)
- Il ne cite pas suffisamment ses sources. Vous pouvez indiquer les passages à sourcer avec {{référence nécessaire}} ou {{Référence souhaitée}}, et inclure les références utiles en les liant aux notes de bas de page. (Marqué depuis mai 2025)
- Son texte doit être wikifié : il ne correspond pas à la mise en forme Wikipédia (style, typographie, liens internes, liens entre les wikis, etc.). (Marqué depuis mai 2025)
- Il est orphelin : moins de trois articles lui sont liés. Aidez à ajouter des liens en plaçant le code [[Vibiscus]] dans les articles relatifs au sujet. (Marqué depuis mai 2025)

- Archive Wikiwix
- Bing
- Cairn
- DuckDuckGo
- E. Universalis
- Gallica
- Google
- G. Books
- G. News
- G. Scholar
- Persée
- Qwant
- (zh) Baidu
- (ru) Yandex
- (wd) trouver des œuvres sur Wikidata

Vibiscus est une entreprise française spécialisée dans l'insonorisation, fondée à Besançon. Elle conçoit et développe des solutions technologiques innovantes permettant de réduire les nuisances sonores, notamment dans les systèmes de ventilation et les environnements de transport. La société est notamment connue pour ses cellules ultra-compactes capables d’absorber efficacement le bruit dans des espaces restreints.

## Histoire
Vibiscus a été fondée par Gaël Matten, ingénieur en acoustique issu de l’Université Bourgogne - Franche-Comté, et Robin Rivaton, entrepreneur et investisseur français spécialisé dans les nouvelles technologies. L'idée de créer une technologie d’insonorisation compacte et performante est née des recherches de Gaël Matten à l’Institut Femto-ST de Besançon, un laboratoire associé au CNRS. La technologie développée repose sur des modules de 5 cm de côté, assemblables comme des « Lego », permettant de créer des surfaces absorbantes programmables. Ces modules utilisent des membranes et des capteurs pour modifier l'impédance acoustique de l'air, offrant ainsi une absorption efficace des bruits, même complexes.
L’entreprise connaît une croissance rapide dès ses débuts. En 2024, Vibiscus réalise une levée de fonds de 2 millions d’euros afin de financer l’industrialisation de sa technologie. Cette même année, elle est récompensée aux Décibels d’Or, un concours national dédié aux innovations dans le domaine acoustique.

## Technologie
La technologie développée par Vibiscus repose sur des cellules acoustiques modulaires et miniaturisées, qui permettent de traiter efficacement les nuisances sonores là où les solutions classiques ne peuvent pas être installées en raison de contraintes d’espace. Ces cellules sont intégrées notamment dans les systèmes de ventilation, avec pour objectif de rendre ces derniers pratiquement silencieux,.
Contrairement aux matériaux absorbants traditionnels, la solution Vibiscus repose sur des principes de traitement actif et passif, combinant absorption, diffraction et résonance dans un volume réduit. Selon Les Échos, la technologie pourrait également être adaptée à d'autres environnements complexes, comme les infrastructures souterraines ou les cabines de transport, avec un coût compétitif par rapport aux solutions existantes. Techniques de l’Ingénieur souligne quant à lui le caractère « programmable » et évolutif de ces modules acoustiques, capables de s’adapter à différents types de bruit en temps réel.

## Applications
Les domaines d’application de la technologie Vibiscus sont multiples :
- Ventilation (HVAC) dans les bâtiments tertiaires, industriels ou résidentiels ;
- Transports (ferroviaire, aéronautique, automobile), pour le confort acoustique en cabine ;
- Infrastructures urbaines, telles que les tunnels, parkings ou stations techniques.

## Distinctions
- Lauréate des Décibels d’Or 2024 – catégorie start-up[3];
- Sélectionnée dans plusieurs dispositifs d’accompagnement à l’innovation (DECA BFC, La French Tech BFC)[8],[9].